# Swoznia
Swoznia (ros. Свозня) – wieś (sieło) w Rosji, w obwodzie iwanowskim, w rejonie gawriłowo-posadzkim. W 2010 liczyła 32 mieszkańców.